# Compsoctena thwaitesii
Compsoctena thwaitesii är en fjärilsart som beskrevs av Walsingham 1887. Compsoctena thwaitesii ingår i släktet Compsoctena och familjen Eriocottidae. Inga underarter finns listade i Catalogue of Life.